# Koishi Tetsuya
Koishi Tetsuya (小石 哲也 Koishi Tetsuya, sinh ngày 21 tháng 9 năm 1990) là một cầu thủ bóng đá người Nhật Bản. Anh thi đấu cho Vonds Ichihara.

## Sự nghiệp thi đấu
Koishi Tetsuya thi đấu cho câu lạc bộ J3 League; Gainare Tottori từ năm 2014 đến năm 2015. Năm 2016, anh chuyển đến Vonds Ichihara.

## Thống kê câu lạc bộ
Cập nhật đến ngày 20 tháng 2 năm 2016.
| Thành tích câu lạc bộ | Thành tích câu lạc bộ | Thành tích câu lạc bộ | Giải vô địch | Giải vô địch | Cúp                   | Cúp                   | Tổng cộng | Tổng cộng |
| Mùa giải              | Câu lạc bộ            | Giải vô địch          | Số trận      | Bàn thắng    | Số trận               | Bàn thắng             | Số trận   | Bàn thắng |
| Nhật Bản              | Nhật Bản              | Nhật Bản              | Giải vô địch | Giải vô địch | Cúp Hoàng đế Nhật Bản | Cúp Hoàng đế Nhật Bản | Tổng cộng | Tổng cộng |
| --------------------- | --------------------- | --------------------- | ------------ | ------------ | --------------------- | --------------------- | --------- | --------- |
| 2014                  | Gainare Tottori       | J3 League             | 13           | 0            | 2                     | 0                     | 15        | 0         |
| 2015                  | Gainare Tottori       | J3 League             | 32           | 0            | 2                     | 0                     | 34        | 0         |
| Tổng                  | Tổng                  | Tổng                  | 45           | 0            | 4                     | 0                     | 49        | 0         |